# Mario Osbén
Mario Ignacio Osbén Méndez (ur. 14 lipca 1955 w Chiguayante, zm. 7 lutego 2021 tamże) – piłkarz chilijski grający podczas kariery na pozycji bramkarza.

## Kariera klubowa
Karierę piłkarską Mario Osbén rozpoczął w klubie Deportes Concepción w 1970. W 1971 przeszedł do CD Ñublense. W latach 1972–1974 występował w Deportes Concepción i CD Lota Schwager. W latach 1974–1979 był zawodnikiem Uniónu Española. Z Uniónem Española zdobył mistrzostwo Chile w 1977.
W latach występował w CSD Colo-Colo. Z Colo-Colo dwukrotnie zdobył mistrzostwo Chile w 1981 i 1983 oraz Puchar Chile w 1981 i 1982. W 1986 roku przeszedł do klubu Cobreloa, w którym zakończył karierę w 1992. Z Cobreloą dwukrotnie zdobył mistrzostwo Chile w 1988 i 1992. W 1991 został uznany "Piłkarzem Roku" w Chile.

## Kariera reprezentacyjna
W reprezentacji Chile Osbén zadebiutował 11 lipca 1979 w wygranym 1-0 towarzyskim spotkaniu z Urugwajem. W 1979 wziął udział w Copa América, w którym Chile zajęło drugie miejsce, ustępując jedynie Paragwajowi. W tym turnieju Osbén wystąpił we wszystkich dziewięciu meczach: w grupie z Wenezuelą i Kolumbią, w półfinale z Peru oraz w finale z Paragwajem.
W 1982 roku został powołany przez selekcjonera Luisa Santibáñeza do kadry na mistrzostwa świata w Hiszpanii. Na mundialu Osbén wystąpił we wszystkich trzech meczach z Austrią, RFN i Algierią. W 1987 po raz drugi uczestniczył w Copa América, na którym po raz drugi zajął drugie miejsce. Na turnieju Osbén był rezerwowym i nie wystąpił w żadnym meczu.
Ostatni raz w reprezentacji Osbén wystąpił 9 listopada 1988 w wygranym 3-1 towarzyskim meczu z Urugwajem. Od 1979 do 1988 roku rozegrał w kadrze narodowej 36 spotkań.